# Cuarzo ahumado
El cuarzo ahumado es una variedad del cuarzo que se caracteriza por su color gris-marrón de distintos tonos, desde el que es casi inapreciable al que resulta tan intenso que el mineral es prácticamente opaco. Este último recibe el nombre de «cuarzo morión». No todos los cristales de cuarzo de color negro son propiamente cuarzo ahumado. Aquellos cuyo color se debe a la presencia de inclusiones de material carbonoso y que aparecen en yesos o calizas pueden ser de color marrón o negro, pero no son cuarzo ahumado en sentido estricto.

## Origen del color

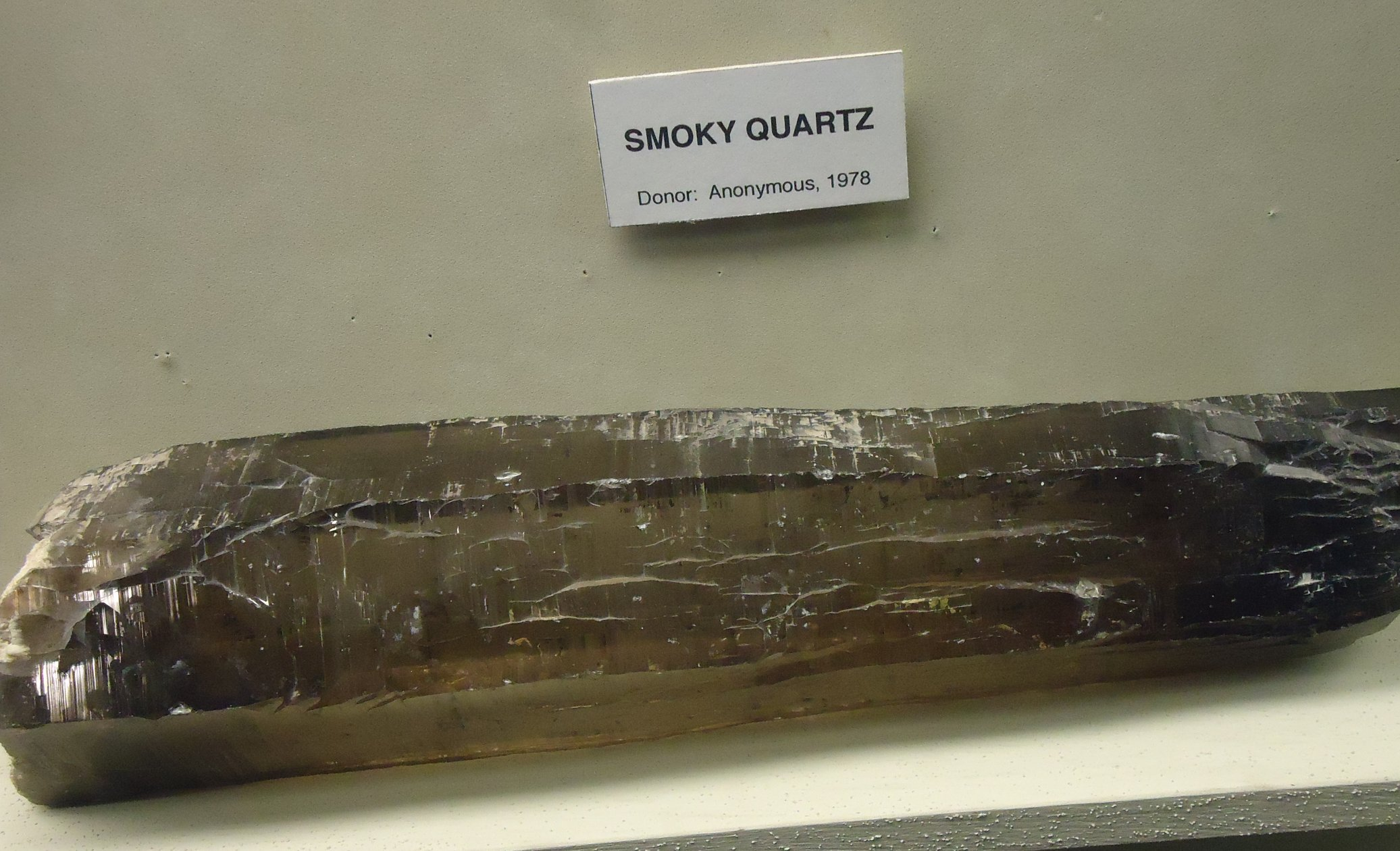
Cristal de cuarzo ahumado

El color del cuarzo ahumado se debe a la presencia de centros de color, defectos en la red cristalina que se producen por la presencia de un ion de {\displaystyle {\ce {Al^3+}}}y otro catión monovalente sustituyendo a un {\displaystyle {\ce {Si^4+}}}. Esta sustitución es ubicua en los cristales de cuarzo ahumados y también incoloros, que contienen unas 500 ppm de aluminio de media. Sin embargo, la simple sustitución no produce directamente el color, sino que es necesario el efecto de las radiaciones aportadas por minerales radiactivos vecinos. Dado que como se ha indicado el cuarzo incoloro suele contener suficiente aluminio, es muy fácil transformar el cuarzo incoloro (cristal de roca) en cuarzo ahumado mediante irradiación artificial. El cuarzo irradiado de esta forma tendrá un color proporcional a la dosis recibida. El cuazo tratado de esta forma no conserva restos de radiactividad. La combinación de irradiación y tratamiento térmico permiten obtener cuarzo con otros tonos distintos al ahumado. El cuarzo ahumado presenta dicroismo cuando se examina con luz polarizada, al contrario que los cuarzos de tonos oscuros coloreados por inclusiones. Muchos cristales de cuarzo que pasarían inicialmente por incoloros muestran un ligero tono ahumado si se examinan contra un fondo blanco. 

## Yacimientos

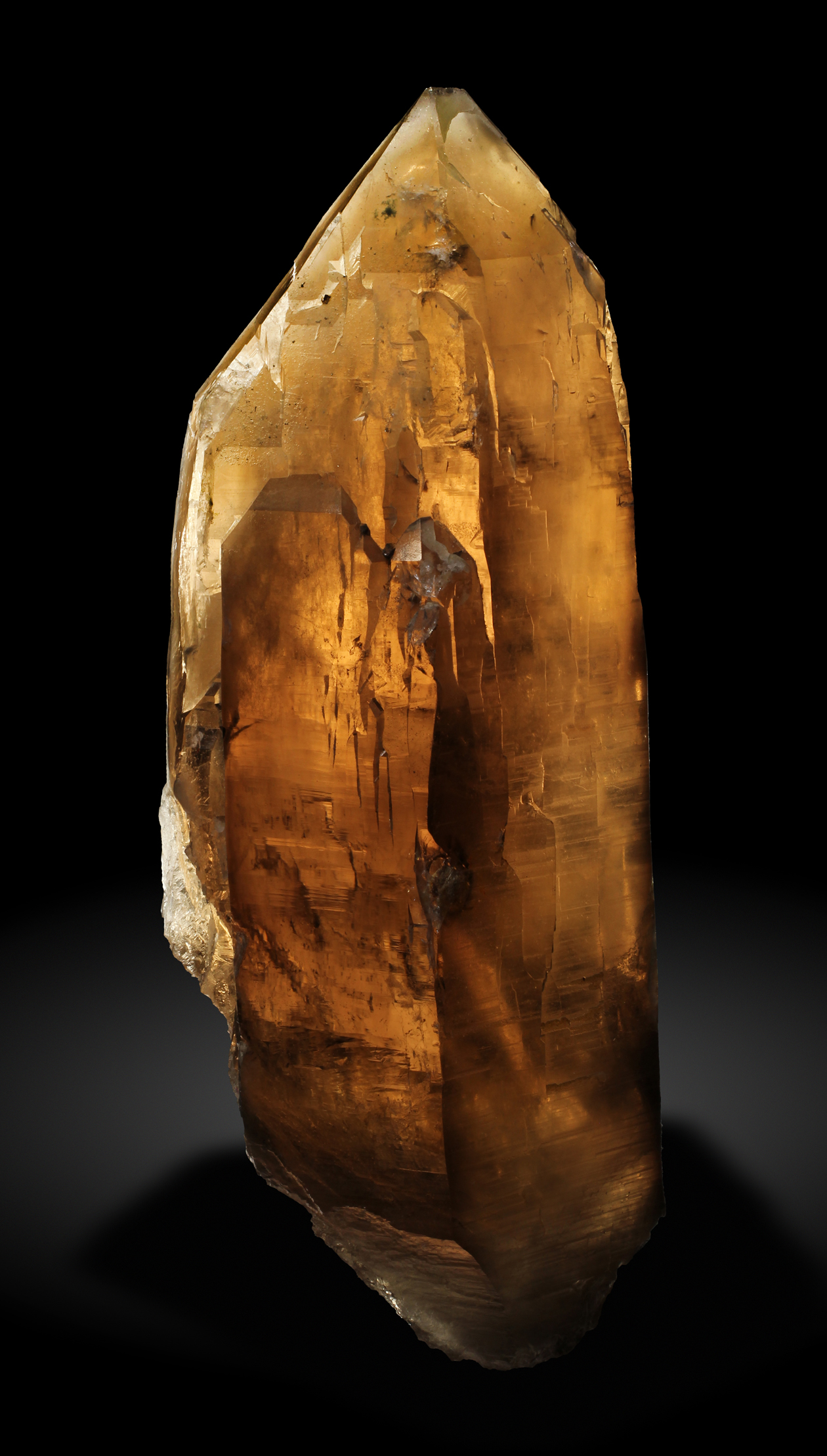
Cristal de cuarzo ahumado de 8,5 cm de altura. Cantera Mas Sever, Sils (Gerona). Este es el tipo de cuarzo que se llamó "topacio" en el siglo XVIII. Col. M.Calvo. Foto J. Callén.

El cuarzo ahumado es muy frecuente, incluso en forma de buenos cristales de tamaño céntimétrico, que ocasionalmente pueden incluso superar el metro. Se encuentra en diferentes tipos de yacimientos, especialmente en cavidades miarolíticas de pegmatitas. También aparece en las llamadas venas alpinas, e incluso en entornos sedimentarios. En las pegmatita de la mina Pedra Alta, en Goiabeira, Minas Gerais (Brasil) se han encontrado cristales de casi dos metros de longitud, alguno de los cuales se conservan en el Museo de Historia Natural de París. En el macizo del Mont Blanc, en Chamonix (Francia), son relativamente frecuentes las cavidades en los gneises con cristales de cuarzo ahumado perfectamente transparentes, con la morfología prismática habitual pero también con la conocida localmente como gwindel, con cristales tabulares deplazados entre ellos ligeramente en espiral, muy apreciada por los colecionistas. En España, el cuarzo ahumado es relativamente frecuente en cavidades miarolíticas de algunos granitos. En las canteras de Porriño (Pontevedra), en las que se explota granito rosa, se han encontrado en las cavidades miarolíticas cristales de cuarzo ahumado de hasta 40 cm de longitud, aunque lo habitual es que no sobrepasen los 15 cm. También han aparecido cristales de tamaño hasta decimétrico en diversas canteras de granito del plutón de la Cabrera (Madrid) y en las canteras del entorno de Sils y de Riudarenes (Gerona). Los cristales de la zona del estanque de  Sils se conocían ya en el siglo XVIII como "topacios negros de Cataluña" o simplemente "topacios", ya que el color no es exactamente ahumado, sino marrón.

## Utilización
El cuarzo ahumado, cuando es perfectamente transparente y de un tono de color agradable,  puede utilizarse como una gema de poco valor. También se ha utilizado para tallar obras de arte, con menos frecuencia que el cristal de roca, dado que los cristales transparentes y de tamaño grande son más escasos.